# فوق برنامه (مجموعه تلویزیونی)
فوق برنامه (انگلیسی: Extracurricular; کره‌ای: 인간수업) یک مجموعهٔ تلویزیونی محصول کره جنوبی، به کارگردانی کیم جین-مین و با بازی کیم دونگ-هی، پارک جو-هیون، جونگ دا-بین، نام یون-سو، چوی مین-سو، پارک هیوک-کوان و کیم یئوجین است. این مجموعه در ۲۹ آوریل ۲۰۲۰ از نتفلیکس منتشر شد.

## بازیگران

### اصلی
- کیم دونگ-هی در نقش اوه جی-سو
- پارک جو-هیون در نقش به گیو-ری
- جونگ دا-بین در نقش سو مین-هی
- نام یون-سو در نقش کواک کی-ته
- چوی مین-سو در نقش لی وانگ-چول
- پارک هیوک-کوان در نقش چو جین-وو
- کیم یئوجین در نقش لی هه-گیونگ

## انتشار
در ۱۹ مارس ۲۰۲۰، نتفلیکس کره از طریق توییتر اعلام کرد که این مجموعه در ۲۹ آوریل منتشر خواهد شد. در ۱۶ آوریل، تریلر رسمی منتشر شد.